# 부기족
부기족(영어: Buginese people, 부기어: To Ugi)은 인도네시아 술라웨시섬의 남부 반도에 사는 부족으로 약 300만 명이 살고 있다. 언어는 말레이폴리네시아어파에 속하는 부기어를 쓰며, 인도의 카스트 제도와 같은 계층 구조가 있다. 주로 믿는 종교는 이슬람교이다.